# Monique Drilhon
Monique Drilhon   (Bordeus, 16 de desembre de 1922 - Gradinhan, 11 de desembre de 2019), de casada Dubreuilh va ser una atleta francesa especialista en curses de velocitat, que va competir durant la 1940.
En el seu palmarès destaca una medalla de plata en els relleus 4×100 metres del Campionat d'Europa d'atletisme de 1946, a Oslo. Va ser campiona francesa en 100 metres i 200 metres el 1943. Va millorar en dues ocasions el rècord francès del 4x100 metres.

## Millors marques
- 100 metres. 12.9" (1946)
- 200 metres. 26.0" (1946)[3][5]